# Принц Каспиан и плавание на «Покорителе зари»
|  | Эта страница использует материалы Нарния Вики. Оригинальная статья располагается на Принц Каспиан и Покоритель Зари (сериал). Список авторов можно увидеть там же на странице истории. Как и на Википедии, тексты Нарния Вики доступны в соответствие с Creative Commons Licensed. |

«Принц Каспиан и плавание на „Покорителе зари“» (англ. Prince Caspian and the Voyage of the Dawn Treader) — экранизация четвёртого и пятого романов серии «Хроники Нарнии» английского писателя Клайва Стейплза Льюиса. Фильм выпущен компанией «Би-би-си», объединившей вторую и третью части телесериала (вышедшего в 1989 году) и продолживших первую часть телесериала — «Лев, колдунья и платяной шкаф» (1988). В 1990 году вышла четвёртая часть телесериала, ставшая третьим фильмом в данной серии — «Серебряное кресло».

## Съёмки
На второй сезон сериала телекомпания BBC выделила больше средств, что позволило отснять настоящие морские сцены и создать копию парусника «Покоритель зари». Также продюсеры пригласили нового режиссёра — Алекса Кирби. Однако по неизвестным причинам в один сезон сериала были объединены сразу две книги: «Принц Каспиан» и «„Покоритель зари“, или Плавание на край света». Причём первой были посвящены всего две серии. В результате они выглядят как бледный приквел к более масштабному и красивому «…Плаванию на край света».
Почти все съёмки для первых двух серий прошли в парке Хаукстон, где снимались финальные сцены предыдущего сериала. Морские сцены для следующих четырёх серий снимались на островах Силли, расположенных к юго-западу от Великобритании. Этот архипелаг является самой западной и южной точкой Англии. Съёмки велись на двух островах: Треско и Брайер. Сцены с домом волшебника Кориакина велись в графстве Денбишир в доме под названием Плас Невидд.

## Серии
Серия № 1 — показана 19 ноября 1989 года, включает в себя всю историю принца Каспиана, перемещение детей Певенси в Нарнию, их знакомство с Трампиком и неудачную часть путешествия к холму Каменного стола.
Серия № 2 — показана 26 ноября 1989 года, включает в себя встречу Питера, Эдмунда, Сьюзан, Люси и Трампика с Асланом, события внутри холма Каменного стола, дуэль Питера с Миразом, финальную битву, возвращение детей Певенси домой и приезд Эдмунда и Люси в гости к Юстасу.
Серия № 3 — показана 3 декабря 1989 года.
Серия № 4 — показана 10 декабря 1989 года.
Серия № 5 — показана 17 декабря 1989 года.
Серия № 6 — показана 24 декабря 1989 года.

## «Принц Каспиан»
Четверо ребят Певенси снова в Нарнии! Бывшим королям и королевам предстоит невыполнимая задача: найти юного принца Каспиана и спасти сказочную страну от жестоких завоевателей тельмаринов.

## «Плавание на „Покорителе зари“»
Прошло 2 года, а Эдмунд и Люси Певенси всё ещё надеются попасть в Нарнию. Волей случая вместе с вредным кузеном Юстэсом Вредом ребята попадают на борт «Покорителя зари», чтобы помочь Каспиану найти семерых лордов-друзей отца Каспиана.

## В ролях
- Ричард Демпси (Richard Dempsey) — Питер Певенси
- Джонатан Скотт (Jonathan R. Scott) — Эдмунд Певенси
- Софи Кук (Sophie Cook) — Сьюзен Певенси
- Софи Уилкокс (Sophie Wilcox) — Люси Певенси
- Дэвид Туэйтс (David Thwaites) — Юстэс Вред
- Сэмюэл Уэст (Samuel West) — Король Каспиан
- Жан Марк Перре (Jean Marc Perret) — Принц Каспиан
- Уорик Дэвис (Warwick Davis) — Рипичип
- Джон Холлэм (John Hallam) — капитан Дриниан
- Роберт Ланг (Robert Lang) — Король Мираз
- Анжела Барлоу (Angela Barlow) — королева Прунаприсмия
- Джордж Клейдон (George Claydon) — Никабрик
- Большой Мик (Big Mick) — Трампкин
- Гай Фитен (Guy Fithen) — Ринс
- Нил МакГраф (Neale McGrath) — Райнелф
- Уильям Тодд Джонс (William Todd Jones) — Гленсторм
- Тимоти М. Роуз (Timothy M. Rose) — Аслан
- Рональд Пикап (Ronald Pickup) — Аслан (озвучивание)
- Джо Макганн (Joe McGann) — Лорд Глозелле
- Рори Эдвардс (Rory Edwards) — Лорд Соупспин
- Барбара Келлерман (Barbara Kellerman) — старая ведьма
- Мартин Стоун (Martin Stone) — Вулфман
- Кенни Бейкер — даффлпад (в трёх эпизодах)
- Джек Пёрвис — даффлпад • лидер даффлпадов (в 3 эпизодах)

## Съёмочная группа
- Режиссёр: Алекс Кирби (Alex Kirby)
- Сценарист: Алан Сеймур (Alan Seymour)
- Продюсер: Пол Стоун (Paul Stone)
- Исполнительные продюсеры: Дейл Белл (Dale Bell), Джей Рейвид (Jay Rayvid), Колин Шиндлер (Colin Shindler)
- Композитор: Джеффри Бёргон (Geoffrey Burgon)
- Монтаж: Стивен Ньюнхэм (Stephen Newnham)
- Художник-постановщик: Сара Гринвуд[англ.], Алан Сполдинг (Alan Spalding), Адриан Увалака (Adrian Uwalaka)
- Оператор: Тревор Уимлетт (Trevor Wimlett)

Производство компании «Би-би-си» совместно с WonderWorks.

## Награды
| Премия                             | Номинация                 | Номинант(ы) | Итог |
| BAFTA                              |                           |             |      |
| Лучшая программа для детей (драма) | Пол Стоун (исп. продюсер) | Номинация   |      |

| BAFTA | Лучшая работа со светом     | Джон Мэйсон     | Номинация |
| BAFTA | Лучший оператор             | Тревор Уимлетт  | Номинация |
| BAFTA | Лучший художник-постановщик | Алан Сполдинг   | Номинация |
| BAFTA | Лучший грим                 | Сильвия Торнтон | Номинация |
| BAFTA | Лучшие костюмы              | Джуди Пеппердин | номинация |

## Отличия сериала от книги
- Так как сериал вмещает экранизации сразу двух книг, то Питер, Сьюзан, Эдмунд и Люси не отправляются в школу по железной дороге, а разъезжаются в разные места: Питер — готовиться к экзаменам в колледже, Сьюзан — к родителям, которые едут в США, а Эдмунд и Люси — в гости к Юстасу
- В сериале, сидя на платформе, дети слышат звук рога.
- В сериале доктор Корнелиус уже преподаёт Каспиану, когда тот рассказывает Миразу, что желает жить в старые времена.
- В сериале в сцене разговора Каспиана с Миразом участвует также королева Прунапризмия, которая упрекает Каспиана в неблагодарности.
- В сериале на Каспиана и нарнийцев нападают воины Мираза до того, как они успевают укрыться внутри холма. Поэтому Каспиану приходится трубить в рог сразу после этой битвы.
- В сериале Корнелиус уверенно говорит, что рог призовёт Питера и остальных и что появятся они в развалинах замка Кэр-Парвел.
- В сериале Питер, Сьюзан, Эдмунд и Люси появляются в Нарнии перед развалинами замка, почти сразу узнают в нём Кэр-Паравел и тут же спускаются в сокровищницу.
- В сериале отсутствует соревнование Трампика и Сьюзан в стрельбе из лука.
- В сериале нет длинного путешествия Питера, Сьюзан, Эдмунда, Люси и Трампика к холму Каменного стола, плавания к Зеркальному заливу, споров около реки Раш и другого. А во время голосования о правильном пути, все встают на сторону Питера.
- В сериале отсутствует выбор секундантов для дуэли.
- В сериале поединок Питера и Мираза, а также последующая битва проходят в лагере тельмарийцев. Причём Питер тяжело ранит своего противника и только потом Глозел добивает Мираза ударом кинжала. Также нарнийцы самостоятельно побеждают воинов Мираза, без участия проснувшихся деревьев.
- В сериале отсутствует путешествие Аслана и девочек по Нарнии. Они просто приходят к концу битвы.
- В сериале в финальной сцене отсутствуют тельмарийцы. Питер, Эдмунд, Сьюзан и Люси покидают Нарнию в одиночестве, попрощавшись только с Каспианом и Асланом.